# Französische Badmintonmeisterschaft 1964
Die Französische Badmintonmeisterschaft 1964 fand in Lillebonne statt. Es war die 15. Austragung der nationalen Titelkämpfe im Badminton in Frankreich.

## Titelträger
| Disziplin    | Sieger                             |
| ------------ | ---------------------------------- |
| Herreneinzel | Christian Badou                    |
| Dameneinzel  | Jeannie Mathieu                    |
| Herrendoppel | Ghislain Vasseur Christian Badou   |
| Damendoppel  | Annie Vallet Françoise Lequellenec |
| Mixed        | Christian Badou Christine Groene   |